# 오모테산도

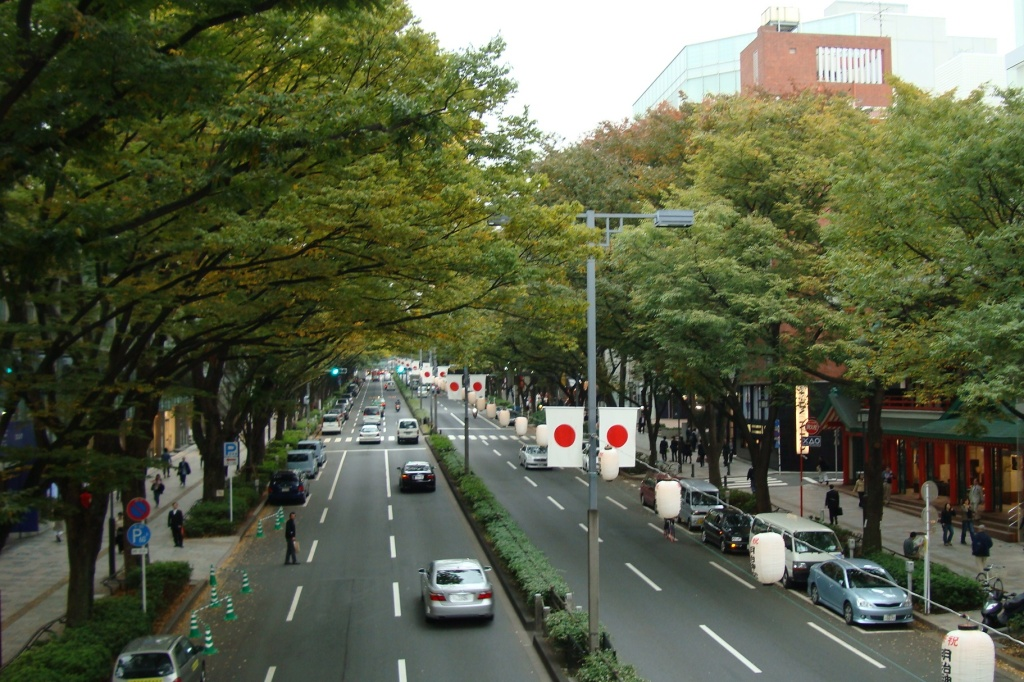
오모테산도 거리

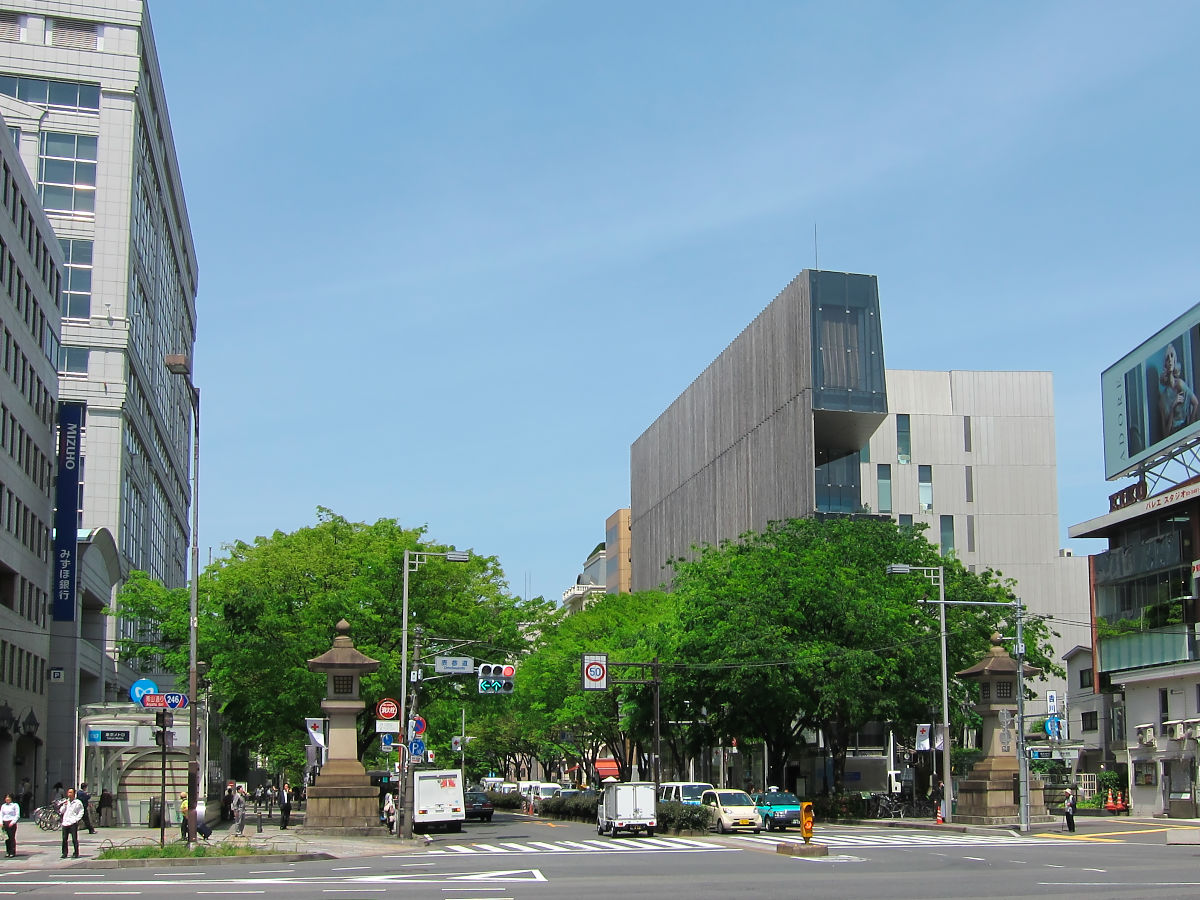
오모테산도 교차점의 석등롱

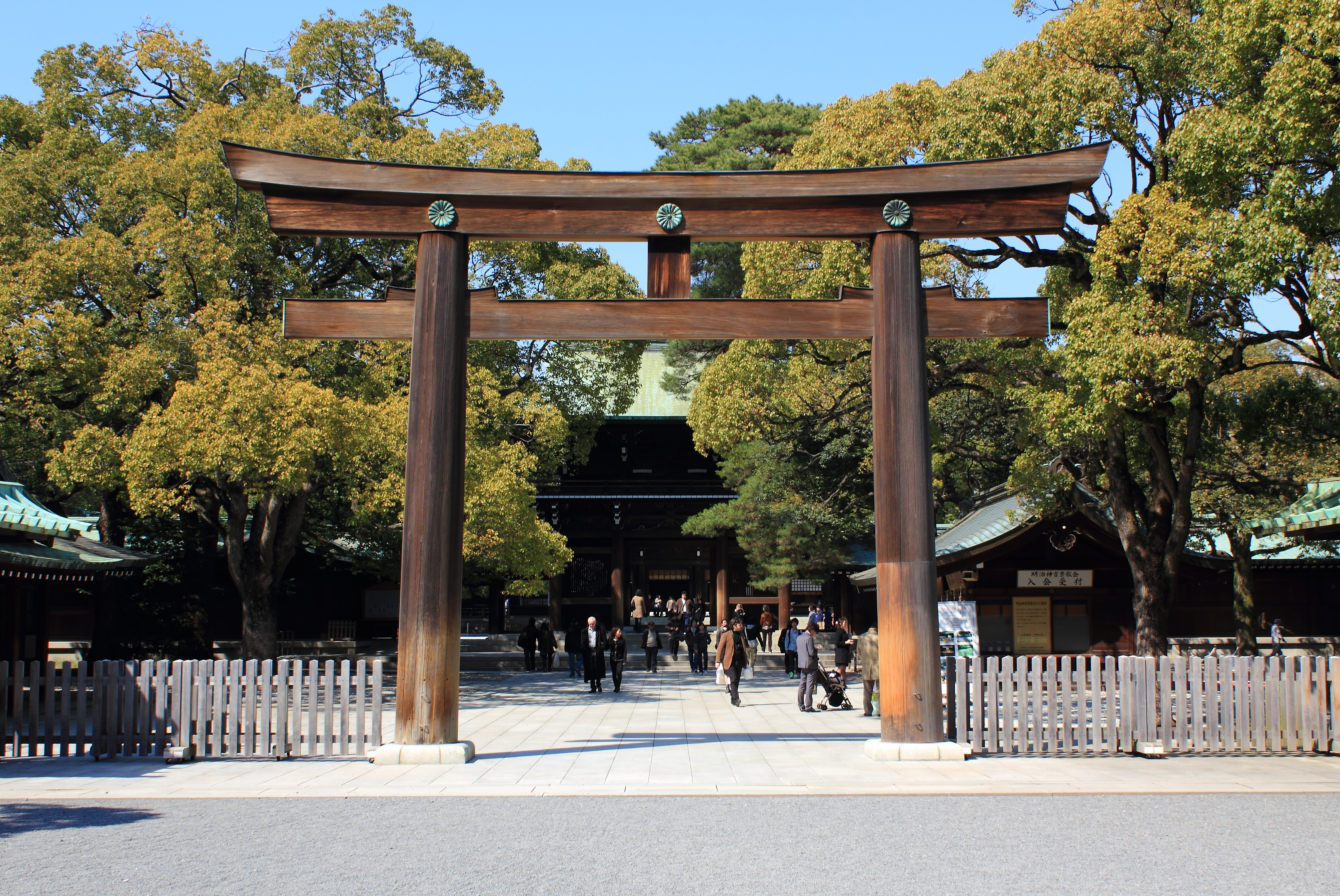
메이지 신궁

오모테산도(일본어: 表参道 おもてさんどう[*])는 도쿄도 미나토구와 시부야구의 거리이다. 지하철 역이자 지역으로 유명한 다케시타 거리의 말단 하라주쿠역에서부터 오모테산도 역의 아오야마까지 뻗어있다.
오모테산도는 상류층을 위한 소비 지역으로 루이비통과 구찌와 갭, 더바디샵, 자라 등 몇 개의 국제적인 브랜드의 아웃렛들이 있다. 오모테산도에는 일본 장난감 가게로 유명한 키디랜드(Kiddy Land Co., Ltd.)와 주로 젊은 여성들을 대상으로 한 옷을 파는 최신 유행 쇼핑 센터인 라포레(Laforet)와 시장, 골드짐(Gold's Gym)이 있다. 이곳은 종종 "도쿄의 샹젤리제"로 불린다. 최근 2006년에 오모테산도 힐스가 세워졌다. 오모테산도의 거리는 트렌디 카페, 바, 식당과 핸드백, 그림엽서, 포도주 유리병을 전문으로 하는 부티크 상점들이 있다.
매년 오모테산도에서는 도쿄의 성 파트리치오의 날 퍼레이드가 열린다.